# هیلا بند (آریزونا)
جیلا بند (به انگلیسی: Gila Bend) شهری در شهرستان مریکوپا ایالت آریزونا است که در سرشماری سال ۲۰۱۰ میلادی، ۱٬۹۲۲ نفر جمعیت داشته است. جیلا بند، به‌طور رسمی در تاریخ ۱۹۶۲ میلادی به‌عنوان یک شهر شناخته شد.